# Hořovická brázda
Hořovická brázda je protáhlá, asi 58 km dlouhá a v průměru 8 km široká sníženina ve středních Čechách. Táhne se od západu k východu mezi Brdskou vrchovinou na jihu a Zbirožskou a Karlštejnkou vrchovinou na severu – na západě začíná u Holoubkova (východně od Rokycan), na východě končí na jižním okraji Prahy u Radotína, ve střední části vybíhá severovýchodním směrem výběžek k Berounu.
Hořovická brázda je složena zejména z ordovických břidlic, prachovců, jílovců, pískovců, a křemenců a vytváří zřetelný pruh řidčeji zalesněné a hustěji osídlené krajiny mezi vrchovinami na jihu a na severu. Střední sklon je 3°45', svažuje se severovýchodním směrem, kterým také protéká řada vodních toků. V západní části je to zejména Červený potok, ve střední části Litavka a na východě Berounka.
Hořovickou brázdou odedávna probíhají významné dálkové trasy. Již ve středověku to byla zemská stezka spojující Prahu s Norimberkem, dnes je to zejména železniční trať Praha-Plzeň a dálnice D5. Mezi významná sídla v Hořovické brázdě patří například Hořovice, Žebrák, Zdice, Beroun, Řevnice či Černošice.